# سليمان بن عبد العزيز السليم
سليمان بن عبد العزيز السليم، (1940 - 9 يونيو 2016) ولد بمحافظة عنيزة في منطقة القصيم كان وزير التجارة ثم وزير المالية السعودي.

## مؤهلاته العملية
- بكالوريس تجارة وعلوم سياسية من جامعة القاهرة بمصر
- ماجستير علاقات دولية من جامعة جنوب كاليفورنيا بالولايات المتحدة الأمريكية
- دكتوراه علاقات دولية من جامعة جونز هوبكينز بمدينة بالتيمور بولاية ميريلاند بالولايات المتحدة الأمريكية

## مناصبه
- مدير العلاقات التجارية والمؤتمرات بوزارة العمل والشؤون الاجتماعية (وزارة وزارة العمل والتنمية الاجتماعية حالياً)<
- المدير العام المساعد للمؤسسة العامة للتأمينات الاجتماعية
- عضو هيئة التدريس بجامعة الرياض ( جامعة الملك سعود حالياً)
- عين وكيلاً لوزارة التجارة عام 1975
- وزيراً للتجارة (اختير في نفس العام الذي عين فيها وكيلاً للوزارة)
- وزيراً للمالية (ترك المنصب بعد أشهر عدة لظروف شخصيه)
- رئيس مجلس إدارة مجموعة سامبا المالية
- عضو الهيئة الاستشارية لمجلس دول التعاون الخليج العربية
- عضو مجلس إدارة شركة الزامل للصناعة

## أسرته
زوجته هي الدكتورة نورة بنت صالح الشملان.
أبناؤه وبناته
لينا السليم متزوجة من عبد المحسن بن عبد الله العنقري ولديهم من الأبناء: عبد الله، عبد العزيز، محمد، موضي، سارة، بسمة
باسل السليم ولديه من الأبناء: سليمان، نواف
لميس السليم حاصلة على دكتوراه في علم النفس من جامعة Tufts University متزوجة من سامر بن عبد العزيز الحقيل ولديهم من الأبناء: هيا، عبد العزيز، ياسمين، سليمان،سطام
سارة السليم متزوجة من أحمد بن عبد العزيز الحقباني ولديهم من الأبناء: نورة، العنود، بسمة، لولو، عبد العزيز.
ماجد السليم متزوج من حصة بنت حمد السليم ولديهم من الأبناء: سليمان، نورة، حمد
عبد العزيز السليم
| سبقه غازي بن عبد الرحمن القصيبي | وزير التجارة والصناعة السعودي 1402 هـ - 1416 هـ | تبعه أسامة بن جعفر فقيه             |
| سبقه محمد بن علي أبا الخيل      | وزير المالية السعودي 1416هـ (بضعة أشهر)         | تبعه عبد العزيز بن عبد الله الخويطر |